# Avraham Duvdevani
Avraham Duvdevani (Jerusalem, 5 d'agost de 1945) és un activista jueu ortodox, elegit president de l'Organització Sionista Mundial el juny de 2010.

## Biografia
Nascut en una família de fermes conviccions religioses, és fill de Baruk Duvdevani, que fou durant molts anys director general d'immigració de l'Agència Jueva. Va fer estudis religiosos i es va llicenciar en Història d'Israel, Administració Educativa i Sociologia de l'Educació a la Universitat Hebrea de Jerusalem. A l'exèrcit, va servir de paracaigudista i va participar en l'alliberament de Jerusalem a la Guerra dels Sis Dies de 1967. Està casat i té quatre fills.
Va treballar per l'Agència Jueva en diversos llocs relacionats amb projectes d'educació i joventut. El 1977 va ésser nomenat secretari general mundial del Bnei Akiva, l'organització juvenil sionista. Va ocupar el càrrec fins a 1991 quan es va traslladar a l'Organització Sionista Mundial com a cap del Departament d'Assentaments. El juny de 2010 fou nomenat president de l'Organització per unanimitat.
- Curriculum, a l'Agència Jueva[Enllaç no actiu] (anglès)